# Вежбиця-Дольна
Вежбиця-Дольна (пол. Wierzbica Dolna) — село в Польщі, у гміні Волчин Ключборського повіту Опольського воєводства.
Населення — 365 осіб (2011).

## Демографія
Демографічна структура станом на 31 березня 2011 року:
|          | Загалом | Допрацездатний вік | Працездатний вік | Постпрацездатний вік |
| -------- | ------- | ------------------ | ---------------- | -------------------- |
| Чоловіки | 184     | 48                 | 122              | 14                   |
| Жінки    | 181     | 36                 | 110              | 35                   |
| Разом    | 365     | 84                 | 232              | 49                   |